# Persico spigola (ibrido)
Il persico spigola, nome ufficiale stabilito dal MIPAAF  per ogni pesce appartenente al genere Morone, è generalmente un ibrido tra Morone chrysops maschio e Morone saxatilis femmina, allevato in piscicoltura e presente sui mercati ittici europei. Precedentemente era chiamato branzino striato e venduto con questo nome da Agroittica Lombarda che lo ha importato per prima alla fine degli anni '90, importandolo allo stadio di avannotti da Israele.

## Distribuzione e habitat
Il persico spigola commercializzato in Italia è un ibrido inizialmente creato per l'acquacoltura statunitense con il nome di hybryd striped bass o anche palmetto bass. Oggi è allevato anche in Europa occidentale, soprattutto in Italia  e in Germania. Sono segnalati individui presenti in acque libere in Italia, ma essendo l'ibrido non fertile non può propagarsi e dare origine a popolazioni spontanee. Non è ben nota la tolleranza alla salinità di questo ibrido. Le due specie parentali sono una d'acqua dolce (M. chrysops) e l'altra marina ma fortemente eurialina e capace di formare popolazioni stabili in acqua dolce (M. saxatilis).

## Descrizione
L'aspetto è piuttosto simile a quello della spigola ma il corpo è decisamente più alto e compresso ai lati. La colorazione di fondo è argentata, sui fianchi sono presenti striature orizzontali scure in numero variabile, spesso piuttosto irregolari. La taglia massima supera di poco i 50 cm e i 2 kg di peso.

## Riproduzione
L'ibrido è in grado di produrre gameti, ma la progenie si dimostra numericamente limitata e scarsamente vitale..

## Allevamento e pesca
Il persico spigola viene allevato per il consumo umano, le carni assomigliano molto a quelle della spigola, ma la loro qualità dipende fortemente dalle condizioni ambientali in cui il pesce ha vissuto, può infatti essere ottima o presentare sapore di fango. Ha una certa importanza per la pesca sportiva in quanto viene estesamente immesso nei laghetti per la pesca sportiva nei mesi caldi per sostituire le trote iridee che in estate muoiono o sono poco propense all'abboccata. Viene insidiato soprattutto a spinning ed è apprezzato per la tenace resistenza che oppone alla cattura.